# Tijana Bogićević
Tijana Bogićević (Újvidék, 1981. november 1. –) szerb énekesnő. Ő képviselte Szerbiát a 2017-es Eurovíziós Dalfesztiválon, Kijevben az In Too Deep című dalával. A második elődöntőből nem sikerült továbbjutnia, mivel a 11. helyen végzett, 98 ponttal. 2011-ben Nina egyik háttérénekeseként már részt vett a dalversenyen. 2009-ben indult hazája eurovíziós nemzeti válogatóján, de akkor nem sikerült továbbjutnia az elődöntőbe.
Az ismertséget 2013-ban Čudo című dala hozta meg számára Szerbiában. Jelenleg az Egyesült Államokban él.